# NGC 844
NGC 844 è una compatta galassia a spirale barrata situata nella costellazione della Balena, a una distanza di circa 205 milioni di anni luce dalla nostra Via Lattea.

## Scoperta
La galassia è stata scoperta il 18 novembre 1863 dall'astronomo tedesco Albert Marth.